# Cypripedium calcicola
Cypripedium calcicola é uma espécie de orquídea terrestre, família Orchidaceae, que habita a China.